# Neorygocera fuliginea
Neorygocera fuliginea är en skalbaggsart som först beskrevs av Charles Joseph Gahan 1890.  Neorygocera fuliginea ingår i släktet Neorygocera och familjen långhorningar. Inga underarter finns listade i Catalogue of Life.